# Radka Toneff
Ellen Radka Toneff (née le 25 juin 1952 à Oslo, décédée le 21 octobre 1982 dans la même ville) est une chanteuse, musicienne et compositrice de jazz norvégienne.

## Biographie
Radka Toneff est la fille du chanteur folk bulgare Toni Toneff et de Lilly-Ann Rivenes. Elle grandit à Lambertseter et à Kolbotn.
Elle étudie la musique à l'académie de musique de Norvège de 1971 à 1975 et joue dans le groupe de jazz rock Unis. De 1975 à 1980, elle anime le Radka Toneff Quintet, dont il n'y a pas de membre permanent, avec notamment Arild Andersen et Jon Eberson. En 1980, elle participe au Melodi Grand Prix où elle interprète la chanson Parken d'Ole Paus. Elle revient l'année suivante en tant que membre du groupe Darlings, avec Gudny Aspaas, Inger Lise Rypdal et Sidsel Endresen, interprète de Født på ny.
En 1979, alors qu'elle songe à un album symphonique, le pianiste américain Steve Dobrogosz la contacte pour une collaboration intimiste, l'album Fairytales.
Radka Toneff reçoit le Spellemannprisen 1977 en tant que meilleure chanteuse pour l'album Winter Poem. Après sa mort, elle reçoit le Buddyprisen de la Norsk jazzforbund en 1982 et le prix 1993 dans la catégorie Jazz pour Live in Hamburg. En 2011, un vote organisé par l'hebdomadaire Morgenbladet désigne, 30 ans après sa sortie, Fairytales meilleur album de musique norvégien de tous les temps.  
Radka Toneff a une relation avec le musicien de jazz Arild Andersen de 1975 à 1980. Elle fut amoureuse du musicien de jazz Audun Kleive juste avant de se suicider, deux semaines après la sortie de Fairytales. Toneff fut retrouvée morte dans la forêt de Bygdøy, avec une surdose de somnifères dans le sang.
Le Radka Toneff Minnepris est basé sur un fonds commémoratif, géré avec le droit d'auteur de ses albums Fairytales et Live in Hamburg.

## Discographie
Albums
- Winter Poem (Zarepta, 1977)
- It Don't Come Easy (Zarepta, 1979)
- Fairytales (Odin Records, 1982)
- Live in Hamburg (Odin Records, 1993)
- Some Time Ago – A Collection of Her Finest Moments (compilation, Verve Records/Universal Music, 2003)
- Butterfly (enregistrements inédits de la NRK, Curling Legs, 2008)
- Set It Free - et portrett av Radka Toneff (2008)

Singles
- Parken (1980)
- Julesang/When I Am Alone (2016)